# Glyptopleura marginata
Glyptopleura marginata là một loài thực vật có hoa trong họ Cúc. Loài này được D.C.Eaton mô tả khoa học đầu tiên năm 1871.